# トム・ブリーズ
トム・ブリーズ（Tom Breese、1991年9月26日 - ）は、イギリスの男性総合格闘家。イングランド・バーミンガム出身。トリスタージム所属。

## 来歴
ブラジリアン柔術とレスリングを学び、2010年にプロ総合格闘技デビュー。

### BAMMA
2012年11月1日、BAMMA英国ウェルター級王座決定戦でウォーレン・ケーと対戦し、リアネイキドチョークで一本勝ちを収め王座獲得に成功した。

### UFC
2015年5月30日、UFC初参戦となったUFC Fight Night: Condit vs. Alvesでルイス・ドゥトラと対戦し、パウンドでTKO勝ちを収めた。
2015年10月24日、UFC Fight Night: Holohan vs. Smolkaでカハル・ペンドレッドと対戦し、パウンドでTKO勝ち。パフォーマンス・オブ・ザ・ナイトを受賞した。
2018年5月27日、UFC Fight Night: Thompson vs. Tillでダニエル・ケリーと対戦し、パウンドでTKO勝ち。パフォーマンス・オブ・ザ・ナイトを受賞した。
2020年10月11日、UFC Fight Night: Moraes vs. SandhagenでKB・ブラーと対戦し、TKO勝ち。パフォーマンス・オブ・ザ・ナイトを受賞した。
2021年1月20日、UFC on ESPN: Chiesa vs. Magnyでミドル級ランキング13位のオマリ・アフメドフと対戦し、肩固めで2R一本負け。
2022年1月27日、UFCから離脱した。

## 戦績

### プロ総合格闘技
| 総合格闘技 戦績 | 総合格闘技 戦績 | 総合格闘技 戦績 | 総合格闘技 戦績 | 総合格闘技 戦績 | 総合格闘技 戦績 | 総合格闘技 戦績 |
| --------------- | --------------- | --------------- | --------------- | --------------- | --------------- | --------------- |
| 12 試合         | (T)KO           | 一本            | 判定            | その他          | 引き分け        | 無効試合        |
| 12 勝           | 5               | 6               | 1               | 0               | 0               | 0               |
| 3 敗            | 1               | 1               | 1               | 0               | 0               | 0               |

| 勝敗 | 対戦相手                   | 試合結果                             | 大会名                                                                 | 開催年月日     |
| ×    | オマリ・アフメドフ         | 2R 1:41 肩固め                       | UFC on ESPN 20: Chiesa vs. Magny                                       | 2021年1月20日  |
| ○    | KB・ブラー                 | 1R 1:42 TKO（右ジャブ→パウンド）     | UFC Fight Night: Moraes vs. Sandhagen                                  | 2020年10月11日 |
| ×    | ブレンダン・アレン         | 1R 4:47 TKO（パウンド）              | UFC Fight Night: Benavidez vs. Figueiredo                              | 2020年2月29日  |
| ○    | ダニエル・ケリー           | 1R 3:33 TKO（左アッパー→パウンド）   | UFC Fight Night: Thompson vs. Till                                     | 2018年5月27日  |
| ×    | ショーン・ストリックランド | 5分3R終了 判定1-2                    | UFC 199: Rockhold vs. Bisping 2                                        | 2016年6月4日   |
| ○    | 中村K太郎                  | 5分3R終了 判定3-0                    | UFC Fight Night: Silva vs. Bisping                                     | 2016年2月27日  |
| ○    | カハル・ペンドレッド       | 1R 4:37 TKO（左ストレート→パウンド） | UFC Fight Night: Holohan vs. Smolka                                    | 2015年10月24日 |
| ○    | ルイス・ドゥトラ           | 1R 4:58 TKO（左ストレート→パウンド） | UFC Fight Night: Condit vs. Alves                                      | 2015年5月30日  |
| ○    | ティボー・ラルシェ         | 3R 4:57 リアネイキドチョーク         | Cage Warriors 74                                                       | 2014年11月15日 |
| ○    | ウォーレン・ケー           | 1R 3:06 リアネイキドチョーク         | BAMMA 11: Marshman vs. Foupa-Pokam 【BAMMA英国ウェルター級王座決定戦】 | 2012年11月1日  |
| ○    | ジャック・マギー           | 1R 3:19 三角絞め                     | BAMMA 10: Sinclair vs. Winner                                          | 2012年9月15日  |
| ○    | マーク・タッカー           | 2R 1:40 KO（ボディへの膝蹴り）       | BAMMA 9: Watson vs. Marshman                                           | 2012年2月11日  |
| ○    | カシム・シャフィク         | 1R 4:20 三角絞め                     | BAMMA 8: Manuwa vs. Rea                                                | 2011年11月10日 |
| ○    | リー・テイラー             | 1R 2:26 リアネイキドチョーク         | BAMMA 7: Trigg vs. Wallhead                                            | 2011年9月10日  |
| ○    | シャヒード・フセイン       | 2R 2:57 リアネイキドチョーク         | BAMMA 4: Reid vs. Watson                                               | 2010年9月25日  |

### アマチュア総合格闘技
| 勝敗 | 対戦相手       | 試合結果                     | 大会名                           | 開催年月日    |
| ○    | ラモン・シウバ | 1R 2:13 リアネイキドチョーク | Cage Warriors 37: Right to Fight | 2010年5月22日 |

## 獲得タイトル
- 初代BAMMA英国ウェルター級王座（2012年）

## 表彰
- ブラジリアン柔術 茶帯
- UFC パフォーマンス・オブ・ザ・ナイト（2回）